# A Love Supreme
Az A Love Supreme egy   1964-es jazzalbum John Coltrane kvartettjétől. Coltrane legjobb munkái között tartják számon. Az album zeneileg egyesíti a Coltrane korai karrierjére jellemző hard bop érzékenységét a később felvett free jazz-zel. Szerepel az 1001 lemez, amit hallanod kell, mielőtt meghalsz című könyvben. A Rolling Stone magazin Minden idők 500 legjobb albuma listáján a 47. lett.

## Az album dalai
A dalokat John Coltrane írta.
1. Part 1: Acknowledgement – 7:47
2. Part 2: Resolution – 7:22
3. Part 3: Pursuance – 10:45
4. Part 4: Psalm – 7:08

## Közreműködők
- John Coltrane – tenorszaxofon, ének, zenekarvezető
- McCoy Tyner – zongora
- Jimmy Garrison – nagybőgő
- Elvin Jones – dobok